# Maxibus
EMA Maxibús, carrocerías y equipos LTDA (anteriormente como, Metalbús Industria Metalúrgica Ltda.), más conocida por la marca Maxibús es una empresa brasileña, fabricante de carrocerías de autobuses. Se instaló en la ciudad de Flores da Cunha, en Rio Grande do Sul. Durante su quiebra, solicitada en 2008, detuvo sus actividades en dos ocasiones, la primera en enero de 2008 y por último en septiembre de 2014, hasta su quiebra el 23 de noviembre de 2015, sin embargo el día 5 de febrero de 2017 la empresa vuelve a producir tras casi 2 años de estar inactiva.

## Historia
En 1993, nació Maxibús, marca comercial de las carrocerías fabricadas por la empresa entonces llamada Metalúrgica BGP Ltda, en Caxias do Sul, fundada en 1984 por los exfuncionarios de Marcopolo. En 1995, debido al aumento de pedidos carrocerías de la marca, la empresa se trasladó a la ciudad de Flores da Cunha, ya bajo el nombre de Metalbus Indústria Metalúrgica Ltda., y se centró en la producción de carrocerías para autobuses urbanos.
En 1996, la compañía, que producía una media de 12 carrocerías al mes, hizo una gran venta que impulsó el aumento de la productividad, pasando al ritmo de un autobús diario. También en ese mismo año la compañía lanzó su primer microbús. En 1998 la compañía producía dos autobuses al día contando con 210 empleados, y atiendendo a clientes en todas las regiones del país, desde clientes públicos a privados.
La compañía comenzó en pequeños pasos, para conquistar su espacio en el mercado internacional con sus primeras ventas en el mercado chileno, en donde obtuvo su gran éxito.
En noviembre de 2015 la carrocería se declara en quiebra, sin embargo en noviembre de 2017, tras dos años de declararse en bancarrota, un nuevo propietario adquiere la marca, trasladándose a la ciudad de Erechim, en donde se fabricaran los nuevos autobuses, centrándose únicamente en el modelo Astor.

## Modelos producidos
Urbanos
Microbuses
- Astor III  - chasis Mercedes-Benz, Volkswagen y Agrale

### Modelos antiguos
Urbanos
- Urbano I (1995-1997)
- Urbano II (1998-2001)
- Dolphin I (2002-2007)
- Dolphin II (2007-2012)
- Dolphin 2013 (2013-2015)  - motores delantero, central, trasero y entrada baja (Mercedes-Benz, Volkswagen, Agrale, Volvo, Scania e Iveco)

Micros
- Micro I (1995-1997)
- Micro II (1998-2001)
- Astor I (2002-2006)
- Astor II (2006-2009)

Midi
- Astor Midi (2012-2015) - chasis Mercedes-Benz, Volkswagen y Agrale

Rodoviários
- Lince 3.25, 3.45 e 3.65 (2003-2015) - motores delantero y trasero (Mercedes-Benz, Volkswagen, Volvo, Scania y Agrale)

## Curiosidades
El nombre Maxibús fue creado a partir de una combinación de las palabras máximo y ônibus, lo que dio lugar a la consigna de "Lo último en autobús".